# Dorrit Willumsenová
Dorrit Willumsenová (* 31. srpna 1940 Kodaň) je dánská spisovatelka. Velkým tématem jejích próz je ženské tělo a manipulace s ním. Bývá tudíž řazena k feminismu. Začínala experimentálními modernistickými texty, od nichž ale v 80. letech přešla k realistickým prózám, zejména biografickým, jimiž se proslavila nejvíce.
Její matka Kaj Willumsenová byla operní pěvkyně, její otec byl také operní zpěvák, ale nežil s rodinou a Dorrrit o něm v dětství nic netušila. Ovlivnil ji ale její dědeček, který byl vysloužilým námořníkem, a jeho fantastické historky v ní vzbudily fascinaci vyprávěním a velmi rané rozhodnutí pro literaturu. Roku 1963 se Dorrit vdala za spisovatele Jesse Ørnsba. Jejich syn Tore Ørnsbo se stal básníkem.
Debutovala v roce 1965 sbírkou povídek Knagen. V roce 1981 získala Velkou cenu Dánské akademie, jako první žena v historii. Za životopisný román Bang získala v roce 1997 nejprestižnější skandinávské literární ocenění, Cenu Severské rady. Jde o biografický román o životě spisovatele Hermana Banga, který se ke konci života přiznal ke své homosexaulitě. Kolem udělení ceny nicméně vznikla kontroverze kvůli skutečnosti, že Willumsenová použila v románu hojné a přesné citace z Bangovy korespondence, čímž vznikla otázka, nakolik je kniha jejím vlastním autorským dílem. Životopisná próza je vůbec jejím oblíbeným žánrem, věnovala román též životu Marie Tussaudové nebo byzantské císařovny Theodory. Román o Tussaudové jí přinesl největší komerční úspěch. Napsala též dvoudílné paměti: Det søde med det sure (2009) a Pligten til lykke (2011).
Česky vyšla jedna její kniha, roku 1996 nakladatelství Ivo Železný vydalo její román Madame Tussaudová, v překladu Roberta Novotného.